# Daniel Baier
Daniel Baier (nascut el 18 de maig de 1984 a Colònia) és un exfutbolista alemany que jugava com a centrecampista. El seu pare, Jürgen Baier, també futbolista, va jugar pel Darmstadt 98.
Baier jugà primer en l'equip juvenil del 1860 Múnic, generalment jugant en una posició ofensiva. Va jugar el seu primer partit de lliga contra el 1. FC Köln el 13 de setembre del 2003. Ha jugat en l'equip nacional sub-21, el seu debut va ser el 7 d'octubre del 2005 contra Gal·les. Dieter Eilts ha dit sobre Daniel Baier: "Daniel és un talent individual. Juga unes passades letals. Si continua per aquest camí, té un gran futur." El31 de gener del 2010, deixà VfL Wolfsburg i va tornar al FC Augsburg.